# Cara Delevingne
Cara Jocelyn Delevingne (* 12. srpna 1992 Londýn) je anglická nebinární osoba věnující se modelingu, herectví a zpěvu. V herecké oblasti se nejvíce proslavila rolemi ve filmech Papírová města (2015) a Sebevražedný oddíl (2016).

## Životopis
Narodila se v Londýně. Jejími rodiči jsou Anne Delevingne (rozená Stevens) a Charles Hamara Delevingne. Navštěvovala Bedales School v Hampshiru. Má dvě starší sestry Chloe a Poppy Delevingne, která se také věnuje modelingu.

## Kariéra

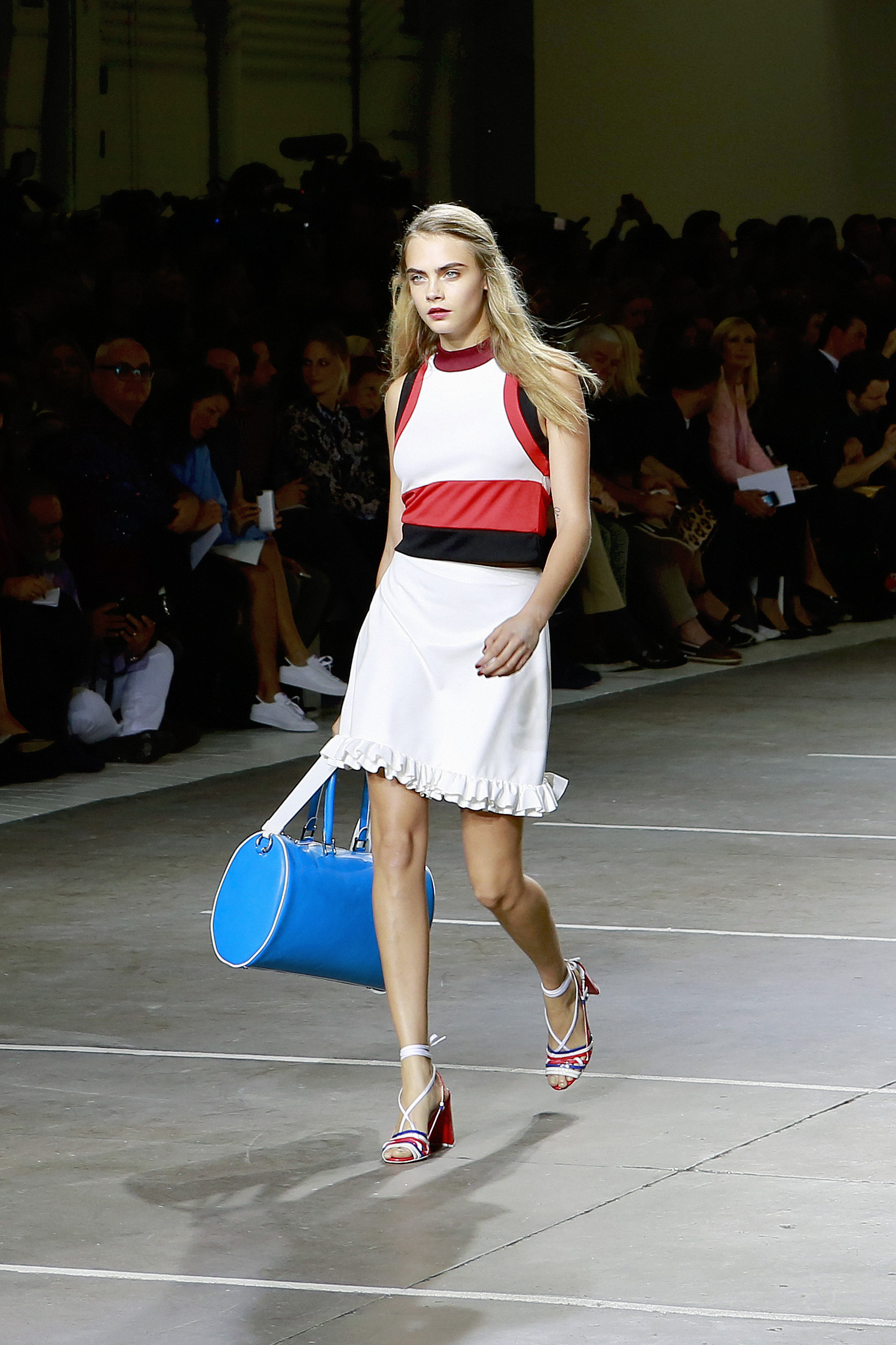
Cara během Londýnského týdnu módy

### Modeling
V roce 2009 podepsala smlouvu s agenturou Storm Model Management a v roce 2010 se objevila na módních přehlídkách značky Burberry a Clements Ribeiro. V roce 2011 se stala tváří značky Burberry a jejich kolekce jaro/léto 2011. Později se stala i tváří kolekce jaro/léto 2012, společně s hercem Eddiem Redmaynem.
Objevila v reklamních kampaních několika značek včetně kolekce H&M Authenic (2011), Dominic Jones Jewellery (2012), Blumarine, Zara a Chanel. Objevila se na přehlídkách značek Shiatzy Chen, Moschino, Jason Wu, Oscar de la Renta, Burberry, Dolce & Gabbana, Fendi, Stella McCartney, Dsquared a Chanel. V roce 2009 se objevila na titulní straně magazínu Vogue. Během let 2012–2013 předváděla na módních přehlídkách značky Victoria's Secret. V roce 2013 se stala tváří značky Chanel, společně s modelkou Saskiou de Brauw.
V roce 2012 vyhrála cenu British Fashion Award v kategorii Modelka roku. V září roku 2013 se objevila na titulní straně magazínu W. Dne 6. září 2014 byla jmenována ambasadorkou značky Penshoppe. V roce 2015 ukončovala podzimní/zimní přehlídku značky Chanel v Paříži.

### Herectví
V roce 2012 získala menší roli ve filmové adaptaci Anny Kareniny. V roce 2013 se objevila ve videohře Grand Theft Auto V jako DJ. Získala roli po boku Kate Beckinsale a Daniela Bruhla v thrilleru S tváří anděla, který měl premiéru v roce 2014. V dubnu 2014 bylo oznámeno, že získala roli Henrietty v romantickém filmu Tulipánová horečka. Další menší roli získala ve filmu Pan (2015).
Dne 16. září 2014 bylo oznámeno, že si zahraje hlavní roli Margo Roth Spiegelman ve filmové adaptaci románu Johna Greena Papírová města. V roce 2016 se objevila ve filmu Sebevražedný oddíl. Po boku Daneho DeHaana a Rihanny se pak objevila také ve filmu Valerian a město tisíce planet, který byl uveden do kin v roce 2017.

### Hudba
Cara Delevingne zpívá, rapuje, věnuje se beatboxu a hraje na bicí a kytaru. V roce 2013 nahrála akustickou cover verzi písničky „Sonnentanz“ od Willa Hearda.

## Osobní život
V rozhovoru pro časopis Vogue uvedla, že v dětství byla zmatena svou sexualitou a představa, že by mohla být homosexuální, ji děsila. Až ve dvaceti letech se poprvé zamilovala do dívky a uznala, že by to měla akceptovat. Jasně však svou orientaci, ať již heterosexuální, bisexuální, nebo homosexuální, nevymezuje, ač byla ve vztahu jak s muži, tak s ženami. K červnu 2015 byla ve vztahu s americkou zpěvačkou Annie Clark, známou spíše pod uměleckým jménem St. Vincent. Dvojice se v září 2016 rozešla. V roce 2018 Cara Delevingne uvedla, že je nebinární. Navázala vztah s herečkou Ashley Benson.

## Filmografie

### Film
| Rok           | Název                          | Role                     | Poznámky |
| ------------- | ------------------------------ | ------------------------ | -------- |
| 2012          | Anna Karenina                  | princezna Sorokina       |          |
| 2014          | S tváří anděla                 | Melanie                  |          |
| 2015          | Pan                            | mořská panna             |          |
| 2015          | Papírová města                 | Margo                    |          |
| 2016          | Naprosto dokonalé              | ona sama                 |          |
| 2016          | Kids in Love                   | Viola                    |          |
| 2016          | Sebevražedný oddíl             | June Moone / Enchantress |          |
| 2016          | Tulipánová horečka             | Henrietta                |          |
| 2017          | Valerian a město tisíce planet | Laureline                |          |
| 2018          | Londýnská pole                 | Kath Talent              |          |
| 2018          | Her Smell                      | Cassie                   |          |
| 2020          | Life in a Year                 | Isabelle                 |          |
| bude oznámeno | Tell It Like a Woman           | bude oznámeno            |          |

### Televize
| Rok  | Název                              | Role               | Poznámky              |
| ---- | ---------------------------------- | ------------------ | --------------------- |
| 2012 | The Victoria's Secret Fashion Show | Samu sebe          | TV film               |
| 2013 | The Victoria's Secret Fashion Show | Samu sebe          | TV film               |
| 2014 | Playhouse uvádí                    | Chloe              | díl: „Timeless“       |
| 2019 | Carnival Row                       | Vignette Stonemoss | hlavní role, 13 dílů  |
| 2019 | Running Wild with Bear Grylls      | Samu sebe          |                       |
| 2019 | RuPaul's Drag Race                 | Samu sebe/porotce  | díl: „Monster Ball“   |
| 2021 | Přátelé: Zase spolu                | Samu sebe          | TV speciál            |
| 2022 | Jen vraždy v budově                | Alice              | hlavní role (2. řada) |

### Videoklipy
| Rok  | Umělec                                 | Název                |
| ---- | -------------------------------------- | -------------------- |
| 2010 | Bryan Ferry                            | „You Can Dance“      |
| 2010 | Bryan Ferry                            | „Shameless“          |
| 2014 | Die Antwoord                           | „Ugly Boy“           |
| 2015 | ASAP Ferg                              | „Dope Walk“          |
| 2015 | Donnie Trumpet & The Social Experiment | „Nothing Came to Me“ |
| 2015 | Taylor Swift                           | „Bad Blood“          |
| 2017 | Cara Delevingne                        | „I Feel Everything“  |
| 2019 | Halsey                                 | „Nightmare“          |

### Videohry
| Rok  | Název              | Role | Poznámky                     |
| ---- | ------------------ | ---- | ---------------------------- |
| 2013 | Grand Theft Auto V | DJ   | rádiová stanice Non Stop Pop |

## Ocenění a nominace
| Rok  | Ocenění                         | Kategorie                                  | Práce                          | Výsledek  |
| ---- | ------------------------------- | ------------------------------------------ | ------------------------------ | --------- |
| 2012 | British Fashion Awards          | modelka roku                               |                                | vítězství |
| 2013 | British Fashion Awards          | modelka roku                               |                                | nominace  |
| 2014 | British Fashion Awards          | modelka roku                               |                                | vítězství |
| 2014 | British Independent Film Awards | nejslibnější nováček                       |                                | nominace  |
| 2015 | Teen Choice Awards              | nejvíce sexy žena                          |                                | nominace  |
| 2015 | Teen Choice Awards              | nejlepší modelka                           |                                | nominace  |
| 2015 | Teen Choice Awards              | objev roku ve filmu                        | Papírová města                 | vítězství |
| 2015 | Teen Choice Awards              | letní filmová hvězda: žena                 | Papírová města                 | vítězství |
| 2015 | CinemaCon Awards                | stoupající hvězda                          | Papírová města                 | vítězství |
| 2015 | Melhores do Ano Atrevida        | nejlepší herečka                           | Papírová města                 | nominace  |
| 2015 | Elle Style Awards               | objev roku: herečka                        | Papírová města                 | vítězství |
| 2016 | British LGBT Awards             | LGBT+ celebrita                            |                                | nominace  |
| 2016 | Teen Choice Awards              | nejlepší filmová herečka: teenagerský film | Sebevražedný oddíl             | vítězství |
| 2016 | People's Choice Awards          | ocenění pro opravdu populární celebritu    |                                | nominace  |
| 2017 | British LGBT Awards             | LGBT+ celebrita                            |                                | nominace  |
| 2017 | Teen Choice Awards              | letní filmová hvězda: žena                 | Valerian a město tisíce planet | nominace  |
| 2017 | Teen Choice Awards              | nejvíce stylová ikona                      |                                | nominace  |
| 2018 | British LGBT Awards             | LGBT+ celebrita                            |                                | nominace  |